# Обиње (Иј и Вилен)
Обиње (фр. Aubigné) насеље је и општина у северозападној Француској у региону Бретања, у департману Ил и Вилен која припада префектури Рен.
По подацима из 2005. године у општини је живело 300 становника, а густина насељености је износила 109 становника/km². Општина се простире на површини од 2,2 km². Налази се на средњој надморској висини од 103 метара (максималној 87 m, а минималној 52 m).

## Демографија
| 1962. | 1968. | 1975. | 1982. | 1990. | 1999. | 2011. |
| ----- | ----- | ----- | ----- | ----- | ----- | ----- |
| 136   | 161   | 157   | 235   | 237   | 240   | 450   |

График промене броја становника у току последњих година